# Pauli Arbarei
Pauli Arbarei (en sard, Pauli Arbarei) és un municipi italià, dins de la província de Sardenya del Sud. L'any 2007 tenia 685 habitants. Es troba a la regió de Marmilla. Limita amb els municipis de Las Plassas, Lunamatrona, Siddi, Tuili, Turri, Ussaramanna i Villamar.

## Administració
| Període | Identitat      | Partit        |
| ------- | -------------- | ------------- |
| 2005-   | Fausto Cadeddu | Llista cívica |